# José Morais
José Manuel Ferreira de Morais, meglio noto come José Morais (Lisbona, 27 luglio 1965), è un allenatore di calcio ed ex calciatore portoghese, di ruolo centrocampista, tecnico del Bodrum.

## Palmarès

### Allenatore

#### Competizioni nazionali
- Campionato tunisino: 1

Espérance: 2008-2009
- Coppa del Re dei Campioni: 1

Al-Shabab: 2014
- Campionato sudcoreano: 2

Jeonbuk Hyundai: 2019, 2020
- Coppa della Corea del Sud: 1

Jeonbuk Hyundai: 2020
- Campionato saudita: 1

Al-Hilal: 2020-2021